# Ferdinand Zenetti

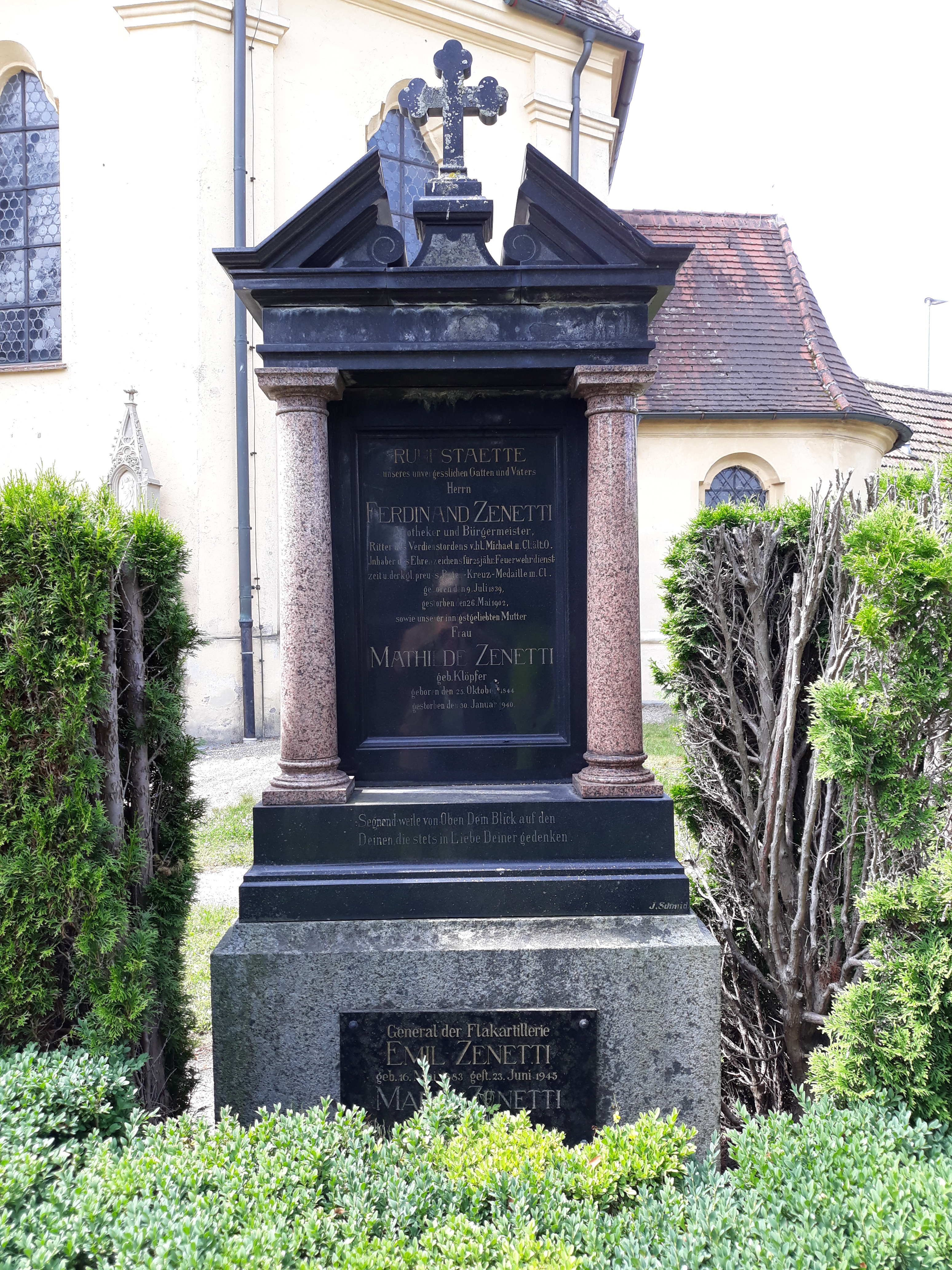
Das Grab von Ferdinand Zenetti und seiner Ehefrau Mathilde geborene Klöpfer auf dem Alten Friedhof Lauingen.

Ferdinand Zenetti (* 9. Juli 1839 in Lauingen (Donau); † 26. Mai 1902 in Rosenheim) war Bürgermeister und Ehrenbürger der Stadt Lauingen (Donau).

## Leben
Zenetti war ein Sohn des Apothekers und Bürgermeisters von Lauingen Karl Zenetti und seiner Frau Marianne, geb. Knorr, einer Kaufmannstochter aus München. Nach dem Besuch des Gymnasiums bzw. Lyzeums in Dillingen an der Donau nahm er das Studium der Pharmazie an der Universität München auf und wurde dort Mitglied des Corps Franconia. Nach bestandenem Examen übernahm er 1863 die väterliche Apotheke in Lauingen. Schon früh engagierte er sich im öffentlichen Leben der Stadt. Er wurde Vorstand des Gemeindebevollmächtigten-Kollegiums, war Magistratsrat und von 1888 bis 1896 Bürgermeister der Stadt, ehe er aus gesundheitlichen Rücksichten seinen Rücktritt erklärte. Zenetti war maßgeblich am Aufbau des Feuerwehrwesens der Stadt beteiligt, war Ehrenvorstand des Bezirksfeuerwehrverbandes Dillingen-Land und Ehrenkommandant der Freiwilligen Feuerwehr Lauingen. Außerdem war er Gründer und erster Führer der Freiwilligen Sanitätskolonne, der zweiten im Regierungsbezirk Schwaben nach derjenigen in Augsburg.
Seine Grabstätte befindet sich auf dem Alten Friedhof in Lauingen.

## Auszeichnungen
Ausgezeichnet wurde Zenetti mit dem Bayerischen Michaelsorden II. Klasse ä.O. Die Stadt Lauingen ernannt ihn zu ihrem Ehrenbürger. Dort wurde auch eine Straße nach ihm benannt.